# 蓝色海洋之心
《蓝色海洋之心》（romanized: Neth Mahunnop）是由艾丝特·苏普莉拉、颂恩·宋帕山领衔主演的泰国动作浪漫爱情剧，剧集于2020年12月17日起每周三至周四晚上8时15分在One 31台与优酷同步播出，剧情主要讲述经营着珠宝事业的富家千金在拥有未婚夫的情况下爱上冷面保镖导致的情感纠葛，以及寻回未曾现于世人眼前、价值连城且稀有，被诅咒的古老蓝钻项链「海洋之心」的故事。

## 演员阵容
以下部分内容整理自：
- 艾丝特·苏普莉拉 饰 拉理莎·玛哈塔龙功（Lisa / Sa）
- 颂恩·宋帕山 饰 彭普（Prompoom）
- 沃恩吉莱·勒姆威拉伊 饰 莎锦（Sajee）
- 阿努帕特·路恩索赛（Ngern） 饰 西明
- 瓦拉甘·希瑞嵩 饰 阿杰（Jeffery）
- 辛迪·毕晓普（英语：Cindy Bishop） 饰 Wichitra
- 阿卡那·凌米查（Ak） 饰 拉斌（Lapin）
- 琪拉蒂·马哈乐沙空 饰 克理斯朵（Krystal）
- 娜露潘格慕·柴辛 饰 米朵
- 阿奴沏·萨潘彭 饰 阿野
- 拉萨迷克（James）
- 松希·努诺卡空希（英语：Songsit Rungnopakunsi）（Kob）
- Vorakorn Weerakul

## 劇集迴響

### 泰國電視收視
- 收視最低的集數以藍色表示，收視最高的集數以紅色表示，而空格則表示該集的收視沒有相關數據。

| 集數 No.   | 播放日期       | 播放時段 (UTC+07:00) | 平均收視率 | 曼谷分區收視 | 外府分區收視 | 來源   |
| ---------- | -------------- | -------------------- | ---------- | ------------ | ------------ | ------ |
| 1          | 2020年12月17日 | 星期四 20:15         | 1.363      | 1.770        | 1.295        | [ 5 ]  |
| 2          | 2020年12月23日 | 星期三 20:15         | 1.304      | 1.888        | 1.206        | [ 6 ]  |
| 3          | 2020年12月24日 | 星期四 20:15         | 1.265      | 不適用       | 不適用       | [ 7 ]  |
| 4          | 2021年1月6日   | 星期三 20:15         | 1.290      | 1.790        | 1.207        | [ 8 ]  |
| 5          | 2021年1月7日   | 星期四 20:15         | 1.561      | 1.840        | 1.514        | [ 9 ]  |
| 6          | 2021年1月13日  | 星期三 20:15         | 1.319      | 不適用       | 不適用       | [ 10 ] |
| 7          | 2021年1月14日  | 星期四 20:15         | 1.474      | 1.822        | 1.416        | [ 11 ] |
| 8          | 2021年1月20日  | 星期三 20:15         | 0.943      | 不適用       | 不適用       | [ 12 ] |
| 9          | 2021年1月21日  | 星期四 20:15         | 1.207      | 1.752        | 1.117        | [ 13 ] |
| 平均收視率 | 平均收視率     | 平均收視率           | 1.303      | 1.810        | 1.293        | 1      |

^1  基於每集的平均觀眾份額。